# Zayed bin Sultán Al Nahayan
El jeque Zayed bin Sultán Al Nahayan (en árabe: زايد بن سلطان آل نهيان) (Al Ain, 6 de mayo de 1918-Abu Dabi, 2 de noviembre de 2004) fue un miembro de la realeza emiratí, político, filántropo y fundador de los Emiratos Árabes Unidos. Zayed fue gobernador de la Región Oriental desde 1946 hasta que sucedió a Sheikh Shakhbut como emir de Abu Dhabi en 1966, y luego como primer presidente de los Emiratos Árabes Unidos mientras conservaba su cargo como emir de Abu Dhabi desde 1971 hasta su muerte en 2004.  Es venerado en los Emiratos Árabes Unidos como el Waalid al-Ummah («Padre de la Nación»), acreditado por ser el principal impulsor de la unión de los siete Estados Truciales para fundar la Unión de los Emiratos Árabes Unidos.
Zayed sustituyó a su hermano mayor, el jeque Shakhbut bin Sultan, como gobernante de Abu Dhabi el 6 de agosto de 1966, después de que Shakhbut fuera depuesto mediante un golpe de Estado incruento por miembros de la familia gobernante con apoyo británico.
Tras su muerte, fue sucedido tanto en la presidencia del país como el emirato por su hijo mayor, Jalifa bin Zayed Al Nahayan.

## Distinciones honoríficas
- Soberano Gran maestre de la Orden de la Unión (Emiratos Árabes Unidos).
- Soberano Gran maestre de la Orden de la Independencia (Emiratos Árabes Unidos).
- Soberano Gran maestre de la Orden de Al Nahayan (Emirato de Abu Dabi).
- Comendador gran cruz de la Orden de la Rosa Blanca (Finlandia).
- Caballero gran cruz de honor de la Distinguidísima Orden de San Miguel y San Jorge (Reino Unido).[9]
- Collar de la Orden de la Estrella de Rumanía (Rumanía, 2002).[10]
- Caballero del collar de la Orden de Isabel la Católica (Reino de España, 04/12/1981).[11]
- Caballero gran cruz de la Orden de la Buena Esperanza (República de Sudáfrica, 1995).[12]
- Medalla conmemorativa del 2.500 Aniversario del Imperio de Irán (Imperio de Irán, 14/10/1971).

## Ancestros
|  |                                          |  |  |  |  |  |  |  |  |  |  |  |  |  |  |  |
|  | 16. Jeque Shakhbut bin Dhiyab Al Nahayan |  |  |  |  |  |  |  |  |  |  |  |  |  |  |  |
|  |                                          |  |  |  |  |  |  |  |  |  |  |  |  |  |  |  |
|  |                                          |  |  |  |  |  |  |  |  |  |  |  |  |  |  |  |
|  | 8. Jeque Khalifa bin Shakhbut Al Nahayan |  |  |  |  |  |  |  |  |  |  |  |  |  |  |  |
|  |                                          |  |  |  |  |  |  |  |  |  |  |  |  |  |  |  |
|  |                                          |  |  |  |  |  |  |  |  |  |  |  |  |  |  |  |
|  | 4. Jeque Zayed bin Khalifa Al Nahayan    |  |  |  |  |  |  |  |  |  |  |  |  |  |  |  |
|  |                                          |  |  |  |  |  |  |  |  |  |  |  |  |  |  |  |
|  |                                          |  |  |  |  |  |  |  |  |  |  |  |  |  |  |  |
|  | 2. Jeque Sultán bin Zayed Al Nahayan     |  |  |  |  |  |  |  |  |  |  |  |  |  |  |  |
|  |                                          |  |  |  |  |  |  |  |  |  |  |  |  |  |  |  |
|  |                                          |  |  |  |  |  |  |  |  |  |  |  |  |  |  |  |
|  | 1. Jeque Zayed bin Sultan Al Nahayan     |  |  |  |  |  |  |  |  |  |  |  |  |  |  |  |
|  |                                          |  |  |  |  |  |  |  |  |  |  |  |  |  |  |  |
|  |                                          |  |  |  |  |  |  |  |  |  |  |  |  |  |  |  |
|  | 24. Jeque Maktum bin Bhuti Al Maktum     |  |  |  |  |  |  |  |  |  |  |  |  |  |  |  |
|  |                                          |  |  |  |  |  |  |  |  |  |  |  |  |  |  |  |
|  |                                          |  |  |  |  |  |  |  |  |  |  |  |  |  |  |  |
|  | 12. Jeque Suhail bin Maktum Al Maktum    |  |  |  |  |  |  |  |  |  |  |  |  |  |  |  |
|  |                                          |  |  |  |  |  |  |  |  |  |  |  |  |  |  |  |
|  |                                          |  |  |  |  |  |  |  |  |  |  |  |  |  |  |  |
|  | 6. Jeque Bhuti bin Suhail Al Maktum      |  |  |  |  |  |  |  |  |  |  |  |  |  |  |  |
|  |                                          |  |  |  |  |  |  |  |  |  |  |  |  |  |  |  |
|  |                                          |  |  |  |  |  |  |  |  |  |  |  |  |  |  |  |
|  | 3. Jequesa Salma bint Bhuti Al Maktum    |  |  |  |  |  |  |  |  |  |  |  |  |  |  |  |
|  |                                          |  |  |  |  |  |  |  |  |  |  |  |  |  |  |  |
|  |                                          |  |  |  |  |  |  |  |  |  |  |  |  |  |  |  |

## Muerte
El 2 de noviembre de 2004, Zayed falleció a la edad de 86 años. Sufría diabetes y problemas renales. Fue enterrado en el patio de la nueva  Mezquita del Jeque Zayed de Abu Dhabi. Su hijo mayor, el jeque Khalifa bin Zayed Al Nahyan, asumió un papel cada vez más importante en el gobierno a partir de la década de 1980. Inmediatamente después de la muerte de su padre, se convirtió en emir de Abu Dhabi y fue ratificado como presidente de los Emiratos Árabes Unidos por sus homólogos en el Consejo Supremo.

## Títulos y tratamientos
Esta tabla aún no está actualizada. Puedes contribuir aportando información sobre títulos y tratamientos de esta persona.